# Sylvie Retailleau

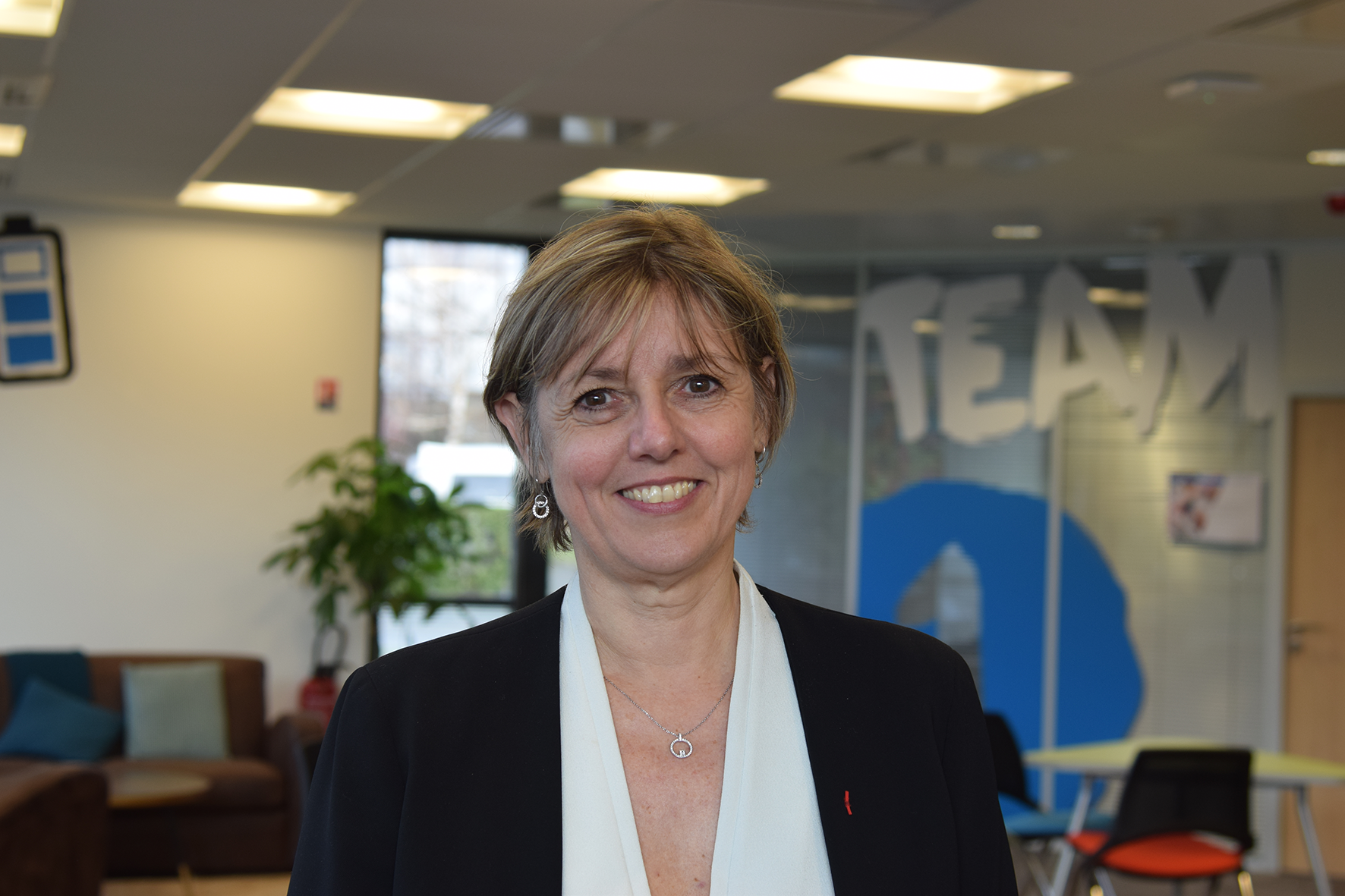
Sylvie Retailleau (2018)

Sylvie Retailleau (auch Sylvie Galdin-Retailleau; * 24. Februar 1965 in Nizza als Sylvie Galdin) ist eine französische Physikerin und Wissenschaftsmanagerin. Sie war Präsidentin der Universität Paris-Süd (Paris XI) sowie Gründungspräsidentin der Universität Paris-Saclay. Von Mai 2022 bis zum Rücktritt des Kabinetts Attal im September 2024 war sie französische Ministerin für Hochschulbildung und Forschung.

## Werdegang
Sylvie Galdin wurde am 24. Februar 1965 in Nizza geboren. Sie studierte an der École normale supérieure de Cachan (ENS Cachan), wo sie 1986 bzw. 1987 die Licence und die Maîtrise im Fachbereich Elektronik, Elektrotechnik und Automation (Électronique, Électrotechnique et Automatique, EEA) erwarb. 1988 erlangte sie die Agrégation in Naturwissenschaften (Sciences physiques) mit Schwerpunkt Angewandte Physik.
Ihre Doktorarbeit fertigte sie von 1989 bis 1992 an der Universität Paris-Süd zu Monte-Carlo-Simulationen von Heteroübergangs-Bipolartransistoren mit doppeltem Si-SiGe-Si-Heteroübergang an; Doktorvater war René Castagné. Noch 1992, dem Jahr ihrer Promotion, wurde sie als Maître de conférences an der Universität Paris-Süd verbeamtet. 2001 wurde sie Professorin (Professeur des Universités). In demselben Jahr übernahm sie die Leitung des Master-Studiengangs IST (Information, Systèmes, Technologie), die sie bis 2008 behielt. 2007 bis 2008 war sie Vizepräsidentin des Fachbereichs Physik der naturwissenschaftlichen Fakultät, von Juli 2008 bis September 2011 Vizedekanin für den Bereich Lehre, anschließend bis Mai 2016 Dekanin der naturwissenschaftlichen Fakultät der Universität Paris-Süd. 2016 wurde sie Präsidentin der Universität und behielt dieses Amt bis 2018. Seit dem 1. Januar 2019 ist sie Präsidentin der Universität Paris-Saclay. Am 2. März 2020 wurde sie in das Amt wiedergewählt. Seit 2013 war sie Mitglied des wissenschaftlichen Beirats der ENS Cachan bzw. ENS Paris-Saclay, seit 2014 auch im Beirat von Télécom ParisTech. Ebenfalls seit 2014 ist sie Mitglied des Aufsichtsrats des Lycée Blaise Pascal in Orsay.
Am 20. Mai 2022 wurde Sylvie Retailleau als Ministerin für Hochschulbildung und Forschung in das Kabinett Borne berufen. Sie trat damit die Nachfolge von Frédérique Vidal an, die 2017 ebenfalls aus einer Universitätspräsidentschaft in die Regierung gewechselt war. Bei der Regierungsumbildung am 4. Juli 2022 nach den Wahlen zur Nationalversammlung behielt Retailleau ihr Ressort, ebenso im Kabinett Attal ab Januar 2024. Ihr Nachfolger wurde im Kabinett Barnier Ende September 2024 Patrick Hetzel.

## Ehrungen und Auszeichnungen
2013 wurde Sylvie Retailleau Ritter der Ehrenlegion, 2018 Offizier des Ordre national du Mérite.